# Feketefejű kardinális
A feketefejű kardinális (Periporphyrus erythromelas)  a madarak osztályának verébalakúak (Passeriformes) rendjébe és a kardinálispintyfélék (Cardinalidae) családjába tartozó Periporphyrus nem egyetlen faja.

## Rendszerezése
A fajt Johann Friedrich Gmelin német természettudós írta le 1789-ben, a Loxia nembe Loxia erythromelas néven. Sorolják a Caryothraustes nembe Caryothraustes erythromelas néven is.

## Előfordulása
Brazília, Francia Guyana, Guyana, Suriname és Venezuela területén honos. Természetes élőhelyei a szubtrópusi vagy trópusi síkvidéki esőerdők. Állandó nem vonuló faj.

## Megjelenése
Testhossza 20 centiméter, testtömege 48 gramm.

## Természetvédelmi helyzete
Az elterjedési területe nagyon nagy, egyedszáma nagy és ugyan csökken, de még nem éri a kritikus szintet. A Természetvédelmi Világszövetség Vörös listáján nem fenyegetett fajként szerepel.